# Tanaostigma albosquamatum
Tanaostigma albosquamatum är en stekelart som först beskrevs av Jean-Jacques Kieffer 1910.  Tanaostigma albosquamatum ingår i släktet Tanaostigma och familjen Tanaostigmatidae. Inga underarter finns listade i Catalogue of Life.